# محمد مدين
محمد الأمين مدين ويعرف باسم الجنرال توفيق ولد سنة (14 مايو 1939) في قنزات ولاية سطيف وسط الجزائر، وهو رئيس المخابرات الجزائرية منذ نوفمبر 1990 إلى غاية 13 سبتمبر 2015. يُعتبر في الجزائر على أنه رجل عسكري غامض ولا يعرف عنه إلا القليل.

## حياته
محمد الأمين مدين ولد سنة 1939 في قنزات بولاية سطيف نشأ في حي بولوغين في الجزائر العاصمة، انضم في صفوف جيش التحرير الوطني بعد إضراب الطلبة سنة 1957 ثم بعدها انضم في المخابرات والتسليح مع عبد الحفيظ بوصوف رفقة يزيد زرهوني وقاصدي مرباح ومسعود زقار ودحو ولد قابلية وكان يُلقب سي توفيق.
انتقل إلى الولاية الثانية بمهة تسهيل إدخال السلاح عبر الحدود الشرقية. بعد الاستقلال تربص بمدرسة المخابرات الروسية بموسكو تلقى تكوينا عسكريا مختصا في مجال الاستخبارات، ثم عين مسؤولا للأمن الوطني بمديرية وهران مع العقيد الشاذلي بن جديد مسؤول الناحية العسكرية الثانية تعرف على الراحل العربي بلخير وفي سنة 1980 عين قائدًا للمعهد العسكري للهندسة ثم مديرًا للمديرية الوطنية للأمن العسكري وبعد ستة سنوات قضاها مديرًا للأمن الوطني عين قائدًا للأمن الرئاسي في سنة 1986.

## الرتبة العسكرية
يحمل الجنرال توفيق رتبة الفريق وهي ثاني أكبر رتبة في الجيش الجزائري.

## إنجازات
شهدت مرحلة توليه المخابرات أصعب مرحلة مرت بها الجزائر وهي مرحلة توقيف المسار الانتخابي والحرب الأهلية بين الإسلاميين والسلطة حيث كان له الدور البارز في مكافحة الإسلاميين كما ساهم في قانون الرحمة سنة 1998 الذي تم بموجبه نزول الآلاف من المقاتلين الإسلاميين من الجبال ودخولهم في السلم مع السلطة، ويقال أن الجنرال توفيق صعد إلى الجبل وحاور المسلحين بنفسه وأقنعهم بضرورة وقف العنف ولم يتعرفو عليه إلا بعد أن التقاه قائدهم مدني مزراق لاحقا أي بعد النزول وتعرف عليه.

## انتقادات
ينتقده الكثير من المعارضين ويرون فيه اليد القمعية للسلطة في الجزائر ويلقبونه برجل السياسات القذرة ويتهمونه إلى جانب الجنرال محمد العماري وخالد نزار بارتكاب جرائم ضد الإنسانية واغتيال المعارضين والسياسيين والفنانين والكتاب في مرحلة التسعينات.[بحاجة لمصدر]

## الشخصية الغامضة
الجنرال توفيق شخصية قوية وهادئة وغامضة ومجهولة لدى الكثير من الجزائريين لأنه لا يظهر على الشاشة ولا في الاحتفالات الرسمية وليس له إلا صورتان واحدة حينما كان شابًا والأخرى ببزة عسكرية ولكن الكثيرين يشككون في نسبتها إليه. قام الرئيس عبد العزيز بوتفليقة ووزير الدفاع بإقالته من منصبه في سبتمبر 2015، وفي نوفمبر 2016 قام الرئيس عبد العزيز بوتفليقة بتعيينه كمسؤول هام في الأمن الداخلي وهو يجهز ليكون نائب رئيس ورئيس حزب جبهة التحرير الوطني.

## اعتقاله
اعتقل في 4 مايو 2019 وحكمت المحكمة العسكرية في البليدة جنوب غرب الجزائر العاصمة، الأربعاء 25 سبتمبر 2019 عليه بالسجن 15 عاما إلى جانب كل من سعيد بوتفليقة، ورئيسة حزب العمال لويزة حنون ومنسق الأجهزة الأمنية السابق بشير طرطاق، بتهمة التآمر على سلطة الدولة والمؤامرة ضد قائد تشكيلة عسكرية.

## اطلاق سراحه
في 2 يناير 2021 تم الافراج عن الفريق محمد مدين في بيان لوزارة الدفاع الوطني الجزائرية يقول "نحيط الرأي العام علما أن مجلس الاستئناف العسكري بالبليدة أصدر قرارا، بجلسته المنعقدة بتاريخ يوم 02 جانفي 2021، بتبرئة كل من مدين محمد، طرطاق عثمان، بوتفليقة سعيد، وحنون لويزة، بعد نقض الحكم من طرف المحكمة العليا بتهمة ” التآمر بغرض المساس بسلطة قائد تشكيلة عسكرية” و”المؤامرة بغرض تغيير نظام الحكم”، الأفعال المعاقب عليها بموجب المواد 284 من قانون القضاء العسكري و77 و78 من قانون العقوبات".

## تكريمه
في 4 أغسطس 2022، قامَ رئيس الجمهورية عبد المجيد تبون بتكريم القيادات كل من اللواء محمد مدين عضو جيش التحرير الوطني وَرئيس دائرة الإستعلام والأمن سابقًا واللواء خالد نزار عضو جيش التحرير الوطني وَوزير الدفاع سابقًا والرئيس السابق اليمين زروال عضو جيش التحرير الوطني وَوزير الدفاع سابقًا وذلك بتقديم شهادات تقدير وعرفان وَذلكَ بمناسبة اليوم الوطني للجيش الوطني الشعبي.

## وصلات خارجية
D.R.S الجنرال توفيق..هذه قصتي مع المخابرات على يوتيوب.